# Liste des familles et genres de rongeurs
Cet article recense les familles et les genres de rongeurs. 

## Sous-ordre Sciurognathi
- Anomaluridae
  - sous-famille Anomalurinae
    - Anomalurus

  - sous-famille Zenkerellinae
    - Idiurus
    - Zenkerella
- Aplodontidae
  - Aplodontia
- Castoridae
  - Castor
- Ctenodactylidae
  - Ctenodactylus
  - Felovia
  - Massoutiera
  - Pectinator
- Dipodidae
  - sous-famille Allactaginae
    - Allactaga
    - Allactodipus
    - Pygeretmus

  - sous-famille Cardiocraniinae
    - Cardiocranius
    - Salpingotus

  - sous-famille Dipodinae
    - Dipus
    - Eremodipus
    - Jaculus
    - Stylodipus

  - sous-famille Euchoreutinae
    - Euchoreutes

  - sous-famille Paradipodinae
    - Paradipus

  - sous-famille Sicistinae
    - Sicista

  - sous-famille Zapodinae
    - Eozapus
    - Napaeozapus
    - Zapus
- Geomyidae
  - Geomys
  - Orthogeomys
  - Pappogeomys
  - Thomomys
  - Zygogeomys
- Heteromyidae
  - sous-famille Dipodomyinae
    - Dipodomys
    - Microdipodops

  - sous-famille Heteromyinae
    - Heteromys
    - Liomys

  - sous-famille Perognathinae
    - Chaetodipus
    - Perognathus
- Muridae
  - sous-famille Arvicolinae
    - Alticola
    - Arborimus
    - Arvicola
    - Blanfordimys
    - Chionomys
    - Clethrionomys
    - Dicrostonyx
    - Dinaromys
    - Ellobius
    - Eolagurus
    - Eothenomys
    - Hyperacrius
    - Lagurus
    - Lasiopodomys
    - Lemmiscus
    - Lemmus
    - Microtus
    - Myopus
    - Neofiber
    - Ondatra
    - Phaulomys
    - Phenacomys
    - Proedromys
    - Prometheomys
    - Synaptomys
    - Volemys

  - sous-famille Calomyscinae
    - Calomyscus

  - sous-famille Cricetinae
    - Allocricetulus
    - Cansumys
    - Cricetulus
    - Cricetus
    - Mesocricetus
    - Phodopus
    - Tscherskia

  - sous-famille Cricetomyinae
    - Beamys
    - Cricetomys
    - Saccostomus

  - sous-famille Dendromurinae
    - Dendromus
    - Dendroprionomys
    - Deomys
    - Leimacomys
    - Malacothrix
    - Megadendromus
    - Prionomys
    - Steatomys

  - sous-famille Gerbillinae
    - Ammodillus
    - Brachiones
    - Desmodilliscus
    - Desmodillus
    - Gerbillurus
    - Gerbillus
    - Meriones
    - Microdillus
    - Pachyuromys
    - Psammomys
    - Rhombomys
    - Sekeetamys
    - Tatera
    - Taterillus

  - sous-famille Lophiomyinae
    - Lophiomys

  - sous-famille Murinae
    - Abditomys
    - Acomys
    - Aethomys
    - Anisomys
    - Anonymomys
    - Apodemus
    - Apomys
    - Archboldomys
    - Arvicanthis
    - Bandicota
    - Batomys
    - Berylmys
    - Bullimus
    - Bunomys
    - Canariomys
    - Carpomys
    - Celaenomys
    - Chiromyscus
    - Chiropodomys
    - Chiruromys
    - Chrotomys
    - Coccymys
    - Colomys
    - Conilurus
    - Coryphomys
    - Crateromys
    - Cremnomys
    - Crossomys
    - Crunomys
    - Dacnomys
    - Dasymys
    - Dephomys
    - Desmomys
    - Diomys
    - Diplothrix
    - Echiothrix
    - Eropeplus
    - Golunda
    - Grammomys
    - Hadromys
    - Haeromys
    - Hapalomys
    - Heimyscus
    - Hybomys
    - Hydromys
    - Hylomyscus
    - Hyomys
    - Kadarsanomys
    - Komodomys
    - Lamottemys
    - Leggadina
    - Lemniscomys
    - Lenomys
    - Lenothrix
    - Leopoldamys
    - Leporillus
    - Leptomys
    - Limnomys
    - Lophuromys
    - Lorentzimys
    - Macruromys
    - Malacomys
    - Mallomys
    - Margaretamys
    - Mastomys
    - Maxomys
    - Mayermys
    - Melasmothrix
    - Melomys
    - Mesembriomys
    - Microhydromys
    - Micromys
    - Millardia
    - Muriculus
    - Mus
    - Mylomys
    - Myomys
    - Neohydromys
    - Nesokia
    - Niviventer
    - Notomys
    - Oenomys
    - Palawanomys
    - Papagomys
    - Parahydromys
    - Paraleptomys
    - Paruromys
    - Paulamys
    - Pelomys
    - Phloeomys
    - Pithecheir
    - Pogonomelomys
    - Pogonomys
    - Praomys
    - Pseudohydromys
    - Pseudomys
    - Rattus
    - Rhabdomys
    - Rhynchomys
    - Solomys
    - Spelaeomys
    - Srilankamys
    - Stenocephalemys
    - Stenomys
    - Stochomys
    - Sundamys
    - Taeromys
    - Tarsomys
    - Tateomys
    - Thallomys
    - Thamnomys
    - Tokudaia
    - Tryphomys
    - Uranomys
    - Uromys
    - Vandeleuria
    - Vernaya
    - Xenuromys
    -  Xeromys
    - Zelotomys 
    - Zyzomys

  - sous-famille Myospalacinae
    - Myospalax

  - sous-famille Mystromyinae
    - Mystromys

  - sous-famille Nesomyinae
    - Brachytarsomys
    - Brachyuromys
    - Eliurus
    - Gymnuromys
    - Hypogeomys
    - Macrotarsomys
    - Nesomys

  - sous-famille Otomyinae
    - Otomys
    - Parotomys

  - sous-famille Petromyscinae
    - Delanymys
    - Petromyscus

  - sous-famille Platacanthomyinae
    - Platacanthomys
    - Typhlomys

  - sous-famille Rhizomyinae
    - Cannomys
    - Rhizomys
    - Tachyoryctes

  - sous-famille Sigmodontinae
    - Abrawayaomys
    - Aepeomys
    - Akodon
    - Andalgalomys
    - Andinomys
    - Anotomys
    - Auliscomys
    - Baiomys
    - Bibimys
    - Blarinomys
    - Bolomys
    - Calomys
    - Chelemys
    - Chibchanomys
    - Chilomys
    - Chinchillula
    - Chroeomys
    - Delomys
    - Eligmodontia
    - Euneomys
    - Galenomys
    - Geoxus
    - Graomys
    - Habromys
    - Hodomys
    - Holochilus
    - Ichthyomys
    - Irenomys
    - Isthmomys
    - Juscelinomys
    - Kunsia
    - Lenoxus
    - Megadontomys
    - Megalomys
    - Melanomys
    - Microryzomys
    - Neacomys
    - Nectomys
    - Nelsonia
    - Neotoma
    - Neotomodon
    - Neotomys
    - Nesoryzomys
    - Neusticomys
    - Notiomys
    - Nyctomys
    - Ochrotomys
    - Oecomys
    - Oligoryzomys
    - Onychomys
    - Oryzomys
    - Osgoodomys
    - Otonyctomys
    - Ototylomys
    - Oxymycterus
    - Peromyscus
    - Phaenomys
    - Phyllotis
    - Podomys
    - Podoxymys
    - Pseudoryzomys
    - Punomys
    - Reithrodon
    - Reithrodontomys
    - Rhagomys
    - Rheomys
    - Rhipidomys
    - Scapteromys
    - Scolomys
    - Scotinomys
    - Sigmodon
    - Sigmodontomys
    - Thalpomys
    - Thomasomys
    - Tylomys
    - Wiedomys
    - Wilfredomys
    - Xenomys
    - Zygodontomys

  - sous-famille Spalacinae
    - Nannospalax
    - Spalax
- Myoxidae
  - Graphiurinae
    - Graphiurus

  - Leithiinae
    - Dryomys
    - Eliomys
    - Myomimus
    - Selevinia

  - Myoxinae
    - Glirulus
    - Muscardinus
    - Myoxus
- Pedetidae
  - Pedetes
- Sciuridae
  - sous-famille Pteromyinae
    - Aeretes
    - Aeromys
    - Belomys
    - Biswamoyopterus
    - Eupetaurus
    - Glaucomys
    - Hylopetes
    - Iomys
    - Petaurillus
    - Petaurista
    - Petinomys
    - Pteromys
    - Pteromyscus
    - Trogopterus

  - sous-famille Sciurinae
    - Ammospermophilus
    - Atlantoxerus
    - Callosciurus
    - Cynomys
    - Dremomys
    - Epixerus
    - Exilisciurus
    - Funambulus
    - Funisciurus
    - Glyphotes
    - Heliosciurus
    - Hyosciurus
    - Lariscus
    - Marmota
    - Menetes
    - Microsciurus
    - Myosciurus
    - Nannosciurus
    - Paraxerus
    - Prosciurillus
    - Protoxerus
    - Ratufa
    - Rheithrosciurus
    - Rhinosciurus
    - Rubrisciurus
    - Sciurillus
    - Sciurotamias
    - Sciurus
    - Spermophilopsis
    - Spermophilus
    - Sundasciurus
    - Syntheosciurus
    - Tamias
    - Tamiasciurus
    - Tamiops
    - Xerus

## Sous-ordre Hystricognathi
- Abrocomidae
  - Abrocoma
- Agoutidae
  - Agouti
- Bathyergidae
  - Bathyergus
  - Cryptomys
  - Georychus
  - Heliophobius
  - Heterocephalus
- Capromyidae
  - sous-famille Capromyinae
    - Capromys
    - Geocapromys
    - Mesocapromys
    - Mysateles

  - sous-famille Hexolobodontinae
    - Hexolobodon

  - sous-famille Isolobodontinae
    - Isolobodon

  - sous-famille Plagiodontinae
    - Plagiodontia
    - Rhizoplagiodontia
- Caviidae
  - sous-famille  Caviinae
    - Cavia
    - Galea
    - Kerodon
    - Microcavia

  - sous-famille  Dolichotinae
    - Dolichotis
- Chinchillidae
  - Chinchilla
  - Lagidium
  - Lagostomus
- Ctenomyidae
  - Ctenomys
- Dasyproctidae
  - Dasyprocta
  - Myoprocta
- Dinomyidae
  - Dinomys
- Echimyidae
  - sous-famille Chaetomyinae
    - Chaetomys

  - sous-famille Dactylomyinae
    - Dactylomys
    - Kannabateomys
    - Olallamys

  - sous-famille Echimyinae
    - Diplomys
    - Echimys
    - Isothrix
    - Makalata

  - sous-famille Eumysopinae
    - Carterodon
    - Clyomys
    - Euryzygomatomys
    - Hoplomys 08
    - Lonchothrix
    - Mesomys
    - Proechimys
    - Thrichomys

  - sous-famille Heteropsomyinae
    - Boromys
    - Brotomys
    - Heteropsomys
    - Puertoricomys

  - sous-famille Myocastorinae
    - Myocastor
- Erethizontidae
  - Coendou
  - Echinoprocta
  - Erethizon
  - Sphiggurus
- Heptaxodontidae
  - sous-famille  Clidomyinae
    - Clidomys

  - sous-famille  Heptaxodontinae
    - Amblyrhiza
    - Elasmodontomys
    - Quemisia
- Hydrochaeridae
  - Hydrochaeris
- Hystricidae
  - Atherurus
  - Hystrix
  - Trichys
- Laonastidae (Famille découverte en 2005)
  - Laonastes
- Octodontidae
  - Aconaemys
  - Octodon
  - Octodontomys
  - Octomys
  - Spalacopus
  - Tympanoctomys
- Petromuridae
  - Petromus
- Thryonomyidae
  - Thryonomys